# إيرهارد فايغل
إيرهارد فايغل (بالألمانية: Erhard Weigel) هو عالم رياضيات ألماني وعالم فلك وفيلسوف.

## التعليم
يعتبر أحد أوائل حاملي الدكتوراه الألمان. 

## التكريم
سميت الحفرة فايغل على القمر باسمه. في عام 1999، عقدت ندوة لذكرى 300 سنه لوفاته.

## الروابط الخارجية
- إيرهارد فايغل في شجرة علماء الرياضيات